# Сапуес
Сапуес (исп. Sapuyes) — город и муниципалитет на юго-западе Колумбии, на территории департамента Нариньо. Входит в состав провинции Ла-Сабана.

## История
Поселение, из которого позднее вырос город, было основано Себастьяном де Белалькасаром 23 сентября 1543 года. Муниципалитет Сапуес был выделен в отдельную административную единицу в 1849 году.

## Географическое положение

Муниципалитет Сапуес

Город расположен в юго-восточной части департамента, в горной местности Центральной Кордильеры, к юго-востоку от вулкана Асуфраль, на расстоянии приблизительно 39 километров к юго-западу от города Пасто, административного центра департамента. Абсолютная высота — 2995 метров над уровнем моря.
Муниципалитет Сапуес граничит на севере с территорией муниципалитета Тукеррес, на северо-западе — с муниципалитетом Сантакрус, на западе — с муниципалитетом Мальяма, на юге — с муниципалитетом Гуачукаль, на юго-востоке — с муниципалитетом Пупьялес, на востоке — с муниципалитетом Оспина. Площадь муниципалитета составляет 113 км².

## Население
По данным Национального административного департамента статистики Колумбии, совокупная численность населения города и муниципалитета в 2015 году составляла 6355 человек.
Динамика численности населения муниципалитета по годам:
| 2005 | 2006 | 2007 | 2008 | 2009 | 2010 | 2011 | 2012 | 2013 | 2014 | 2015 |
| ---- | ---- | ---- | ---- | ---- | ---- | ---- | ---- | ---- | ---- | ---- |
| 7473 | 7332 | 7222 | 7124 | 7017 | 6903 | 6797 | 6681 | 6575 | 6461 | 6355 |

Согласно данным переписи 2005 года мужчины составляли 48,9 % от населения Сапуеса, женщины — соответственно 51,1 %. В расовом отношении белые и метисы составляли 83,5 % от населения города; индейцы — 16,4 %; негры, мулаты и райсальцы — 0,1 %.
Уровень грамотности среди всего населения составлял 90,3 %.

## Экономика
47 % от общего числа городских и муниципальных предприятий составляют предприятия торговой сферы, 36,5 % — промышленные предприятия, 15,7 % — предприятия сферы обслуживания, 0,8 % — предприятия иных отраслей экономики.